# 费德里科·埃拉苏里斯·埃乔伦
费德里科·埃拉苏里斯·埃乔伦（西班牙語：Federico Errázuriz Echaurren；1850年11月16日—1901年7月12日），智利律师、农民、政治家，前总统費德里科·埃拉蘇里斯·薩尼亞圖的长子，曾于1896年至1901年担任智利总统。